# 假广子
假广子（学名：Knema erratica），为肉豆蔻科红光树属下的一个种。

## 扩展阅读
維基物種上的相關：假广子